# جبال بيرد
جبال بيرد هي سلسلة جبال تقع شمال شرق صوت كوتزبيو، بين نهري كوبوك ونواتاك في ألاسكا.  تم تسمية سلسلة جبال بعد سكرتير مؤسسة سميثسونيان، سبنسر إف بيرد.

## الموقع الجغرافي
تقع جبال بيرد عند 66.60 درجة شمالاً 160.04 درجة غربًا في سلسلة جبال بروكس الغربية في شمال غرب ألاسكا، وتتألف من 5600 ميل مربع (14500 كيلومتر مربع). تقع الجبال على بعد حوالي ستين ميلاً (100 كيلومتر) شمال شرق مدينة كوتزيبو، ألاسكا. على الرغم من أن الجبال تبدو أكبر حجمًا نظرًا لقربها من الأنهار، إلا أنها ليست كبيرة جدًا عند مقارنتها بجبال ألاسكا الأخرى التي يبلغ ارتفاعها من 1000 إلى 4500 قدم. يبلغ ارتفاع جبال بيرد حوالي 3000 قدم (900 م)، وأعلى قمتها في جبل أنغايوكسرق، والتي يبلغ ارتفاعها 4700 قدم (1433 م).

## التاريخ البشري
عاش Kuuvanmiit Eskimos ، وهو فرع من Iñupiat Eskimos الذين أقاموا بين المناطق القطبية من ألاسكا إلى غرينلاند، في القرى الخمس على طول نهر كوبوك في منطقة جبال بيرد منذ آلاف السنين.هم صيادون جامعون وهم من بين عدد قليل من الناس الذين يستمرون في العيش بهذا النمط من الحياة في أمريكا الشمالية.

## علم البيئة والمناخ
مناخ جبال بيرد هو في الغالب مثل مناخ بقية ألاسكا.  بما أن المحيط الهادئ قريب من جبال بيرد، فإن المحيط يؤثر بشكل كبير على درجات الحرارة ويعززها.  يستمر الشتاء لمدة خمسة أشهر تقريبًا، من نوفمبر إلى مارس، حيث تكون درجة الحرارة قريبة أو أقل من 0 درجة فهرنهايت.  يمكن أن تنخفض درجة الحرارة إلى -60 درجة فهرنهايت إلى -70 درجة فهرنهايت، وليس من غير المألوف بالنسبة للنوبات الباردة من -40 درجة فهرنهايت إلى -50 درجة فهرنهايت لتستمر من أسبوع إلى ثلاثة أسابيع.  يمكن أن يصل مستوى تساقط الثلوج إلى ما يقرب من 100 بوصة في الجبال إلى حوالي 45 بوصة في الارتفاعات المنخفضة.  
الرياح العاصفة والثلوج من العواصف التي تهب من الساحل تقطع هذه الفترة التي تتجمد دون التجمد، مما يتسبب في ارتفاع درجات الحرارة من 0 درجة فهرنهايت إلى 20 درجة فهرنهايت أو أعلى.  يتكون الطرف الآخر من الصيف، الذي يستمر لمدة ثلاثة أشهر فقط، من يونيو إلى أغسطس.  يكون هطول الأمطار أكثر كثافة خلال فصل الصيف، حيث يجلب درجات حرارة أكثر دفئًا إلى جانب الاستحمام الحراري المشترك، حيث تتغير شدة المطر بسرعة.  تتراوح درجات الحرارة من ج.  35 درجة فهرنهايت إلى 90 درجة فهرنهايت، بمتوسط من حوالي 50 درجة فهرنهايت إلى 60 درجة فهرنهايت.  يأتي الربيع والخريف ويذهبان بسرعة إلى حد ما، ولم يبق إلا لمدة ستة إلى ثمانية أسابيع.
تتغير فترات النهار مع تغير الفصول. من مايو إلى أغسطس، لا يبقى الظلام طويلاً. بدلاً من شروق الشمس أو غروبها، تدور الشمس فوق الأفق مباشرة، وتتحول إلى الظلام فقط لساعات قليلة عندما تدور الشمس خلف الجبال.خلال مواسم الربيع والخريف السريعة، يتغير طول ضوء النهار من ست إلى ثماني دقائق كل يوم.

## النباتات
تتنوع النباتات في جبال بيرد بشكل مدهش في منطقة فوق الدائرة القطبية الشمالية، وأكثر من 360 نوعًا من النباتات مستوطنة. تختلف شبكة الأنماط المختلفة للغابات والتندرا والنباتات التي تبطن السواحل اعتمادًا على ارتفاعها وتغير المناخ والتربة وتاريخ الحريق.